# Postal (Film)
Postal ist eine Videospielverfilmung der in Deutschland auf der Liste der jugendgefährdenden Medien indizierten Computerspielreihe Postal aus dem Jahr 2007. Regisseur Uwe Boll drehte den Film im kanadischen Cloverdale, British Columbia. Am 22. Juli 2007 wurde der Film auf dem Fantasia Festival in Montreal uraufgeführt. Der Film wurde am 18. Oktober 2007 in Deutschland veröffentlicht, einen Tag später in Österreich.

## Handlung
Der arbeitslose, verarmte Dude lebt mit seiner stark übergewichtigen und untreuen Frau Bitch in einer kleinen, heruntergekommenen Wohnwagensiedlung in der Kleinstadt Paradise im US-Bundesstaat Arizona. Um seiner bedauernswerten Misere zu entkommen und seine finanzielle Situation endlich zu verbessern, schließt er sich mit seinem Onkel Dave zusammen, der das Oberhaupt einer apokalyptischen Sekte ist. Dieser beabsichtigt, die begehrten Krotchy-Puppen vor ihrem Erstverkauf zu stehlen, da diese durch ein Schiffsunglück stark im Wert gestiegen sind.
In einem Lebensmittelgeschäft in Paradise hat jedoch auch eine afghanische Terroristensplittergruppe der Taliban ihr Versteck, die in den Puppen Kapseln mit Erregern der Vogelgrippe in die USA geschmuggelt haben und diese nun verteilen wollen, um die USA zu vernichten.
Es kommt zum gleichzeitigen Einbruch der Sekte und der Taliban in den Freizeitpark „Little Germany“, in dem sich besagte Puppen befinden. Die Konfrontation zwischen den Talibankämpfern, den Sicherheitsleuten des Parks, der örtlichen Polizei und den Sektenmitgliedern entwickelt sich zu einer blutigen Schießerei, in deren Verlauf zahlreiche Kinder getötet werden.
Die Puppen werden vom Dude mit einem Lieferwagen auf das Gelände der Sekte gebracht, aber auch dort ist die Talibangruppe schon vor Ort. Richard, der Verwalter der Sekte, liest „zwischen den Zeilen“ der von Onkel Dave frei erfundenen „Bibel“ und erschießt Onkel Dave. Richard versucht, die Puppen zu bekommen, um nicht nur die USA, sondern die gesamte Welt zu vernichten.
Als der Dude die Sprengung des Lieferwagens direkt neben seinem eigenen Wohnwagen vorbereitet, kommt es zum Endkampf zwischen ihm und den Terroristen, der von Richard aufgehetzten Sekte und den sonstigen Bewohnern des Trailerparks. Zusammen mit der Kaffeehausbedienung Faith, die er zuvor kennengelernt hat, erledigt der Dude die Angreifer, und beide fahren mit Dudes Hund in einem zerschossenen Polizeiauto aus der Stadt.
Osama war bereits vorher vom Kampfgeschehen geflüchtet und läuft mit „Georgie“ (Bush) Hand in Hand dem Horizont entgegen, während um sie herum Atomraketen aus einem Atomkrieg zwischen den USA und China einschlagen.

## Kritiken
Der Film stieß in den USA auf desaströse Kritiken: Auf Rotten Tomatoes wird der Film auf Basis gesammelter Rezensionen mit nur 7 % bewertet. Zusammenfassend heißt es:

“An attempt at political satire that lacks any wit or relevance, Postal is nonetheless one of Uwe Boll’s more successful films – for what it’s worth.”

„Ein Versuch politischer Satire ohne jeden Witz oder Relevanz. Postal ist trotzdem einer von Bolls erfolgreicheren Filmen – wozu immer es auch gut sein mag.“

Auf F.LM nennt Stefan Höltgen den Film eine „Beleidigung des Zuschauers, der 90 Minuten lang mit ansehen muss, wie ein minderbegabter Filmemacher die ihm zugefügten narzisstischen Kränkungen zu quittieren versucht“. Für Telepolis legt Höltgen nach und bezeichnet Postal als „ästhetische Katastrophe“ und ein „rechtspopulistisches Boll-Werk“.
In der Blickpunkt:Film heißt es: „Ein bisschen mehr radikale Satire und ein bisschen weniger Trash hätten dem Film gut getan.“
André Gabriel von Moviereporter.net bewertet den Film mit 3 von 6 möglichen Punkten und erklärte: „Wer sich mit der Radikalität „anfreunden“ kann und nicht völlig entsetzt darauf reagiert, was Uwe Boll […] dem Zuschauer in Postal phasenweise zu sehen gibt, wer die Szenen richtig verstehen kann und nicht nur die Oberfläche entgeistert anstarrt, der kann mit Postal seine Freude haben und anschließend sogar noch darüber nachdenken.“
Das Lexikon des internationalen Films urteilt: „Durchgedrehte Trash-Satire, die in einer kruden Nummernrevue politische und weltanschauliche Eiferer auf die Schippe nimmt. Manche Details sind pointiert und witzig, insgesamt aber ist der Film viel zu amateurhaft, trivial und proletenhaft gestaltet.“

## Auszeichnungen
- Goldene Himbeere 2009 in der Kategorie Schlechtester Regisseur.

## Trivia
- Während der Verkaufseröffnung (im Film) der Krotchy-Puppen im Vergnügungspark „Little Germany“ kommt es zu einer Schlägerei zwischen dem Produzenten des Filmes, Uwe Boll, der sich selbst persifliert, und Vincent Desiderio, der das Spiel entwickelt hat. Beide kommen bei der anschließenden Schießerei ums Leben. Als Antwort tritt im Spiel Postal III eine „Uwe Boll“-Figur auf, jedoch nicht von ihm selbst gesprochen.
- Viele Elemente aus dem Spiel kommen im Film auch vor, so der berühmte „Katzen-Schalldämpfer“.
- Osama bin Laden kommt im Spiel nur in einem Geheimlevel vor, im Film jedoch ganz offensichtlich.
- Die aus der Schweiz stammende Metal-Band Secondhand Child hat sich für ihren Song Going Postal direkt vom Film inspirieren lassen. Nachdem Uwe Boll den Song gehört hatte, gab er der Band die Erlaubnis, aus Filmszenen einen Videoclip zum Song zu erstellen. Der Videoclip ist auch in den Extras auf der deutschen DVD und Blu-ray des Director’s Cut von Postal zu sehen.

## Geplante Fortsetzung
Im August 2013 gab Uwe Boll auf der Crowdfunding-Plattform Kickstarter bekannt, mit Postal 2 eine Fortsetzung produzieren zu wollen. Das Projekt wurde jedoch bereits am 5. Oktober 2013 mangels Erfolgsaussichten wieder abgebrochen.